# Stratovarius
Stratovarius là một ban nhạc heavy metal người Phần Lan được thành lập vào năm 1985. Kể từ khi ra đời, nhóm đã phát hành 15 album phòng thu, 4 đĩa DVD và 5 album nhạc sống. Trong suốt lịch sử hoạt động, ban nhạc đã trải qua nhiều lần thay đổi nhân sự, và sau khi chia tay nghệ sĩ guitar sáng lập Timo Tolkki vào năm 2008 thì ban nhạc không còn thành viên sáng lập nào nữa. Hiện nay, người hoạt động lâu nhất trong ban là ca sĩ Timo Kotipelto (gia nhập nhóm từ năm 1994).
Tiền thân của ban nhạc là Black Water, được thành lập vào tháng 8 năm 1984 bởi ca sĩ kiêm tay trống Tuomo Lassila, tay guitar Staffan Stråhlman và tay bass John Vihervä. Sau khi đổi tên thành Stratovarius, nhóm bắt đầu tiến hành thay đổi nhân sự, trong đó Timo Tolkki thế chỗ vị trí của Stråhlman ở Black Water cũ và cũng đảm nhiệm luôn nhiệm vụ hát chính; ban nhạc còn mở rộng thành đội hình tứ tấu với sự có mặt của nghệ sĩ keyboard Antti Ikonen sau đó một năm. Với đội hình này, ban nhạc đã trình làng album đầu tiên là Fright Night vào năm 1989, với Tolkki là người sáng tác duy nhất. Dẫu trải qua nhiều lần thay đổi ở vị trí chơi bass, ban nhạc đã cho phát hành các album Twilight Time vào năm 1992 và Dreamspace vào năm 1994. Năm 1994, Tolkki quyết định ngừng làm giọng ca chính để nhường chỗ cho Kotipelto vừa gia nhập ban nhạc. Sau đĩa Fourth Dimension vào năm 1995, Ikonen và Lassila (thành viên cuối thời Black Water) rời ban nhạc và hai người lần lượt bị thế chỗ bởi Jens Johansson và Jörg Michael.
Đội hình bao gồm Kotipelto, Tolkki, tay bass Jari Kainulainen, Johansson và Michael giờ đây được xem là "đội hình hoàng kim" của Stratovarius, trở thành đội hình hoạt động lâu nhất trong lịch sử của nhóm (1995-2005). Với đội hình này, ban nhạc đã phát hành 8 album, bao gồm những tác phẩm nổi tiếng nhất của họ, cho đến khi album trùng tên nhóm ra đời vào năm 2005 thì sau đấy Kainulainen rời đi và người thay thế là Lauri Porra. Năm 2008, Timo Tolkki (tay guitar, người sáng lập duy nhất, sáng tác kiêm viết lời) bị chỉ trích nặng nề bởi album gần nhất của nhóm và mệt mỏi vì căng thăng giữa các thành viên, vì thế anh quyết định giải tán Stratovarius. Tuy nhiên, theo đề xuất từ các thành viên còn lại trong ban, anh đồng ý để họ tiếp tục cho Stratovarius hoạt động, còn anh thì rời ban nhạc. Sau này anh hối tiếc về quyết định của mình, cho biết đội hình hiện tại của ban chẳng dính dáng gì tới Stratovarius mà anh xem là dự án của riêng mình.
Mặc cho cuộc chia tay đầy tranh cãi của Tolkki, những album sau của ban nhạc như Polaris (2009) và Elysium (2011) đã được đón nhận tích cực, nhiều nhà phê bình và người hâm mộ còn xem chúng là những tác phẩm hay nhất của họ trong 10 năm gần nhất. Đây là những album cuối có góp mặt Porra và tay guitar mới Matias Kupiainen, ngoại trừ Michael thì tất cả các thành viên đều tham gia vào khâu sáng tác. Sau một tour diễn "Farewell Jörg" nhỏ tại Phần Lan, Jörg Michael ròi đi vì những lý do cá nhân vào năm 2012. Với tay trống mới Rolf Pilve, ban nhạc phát hành Nemesis vào năm 2013 và Eternal vào năm 2015. Stratovarius được kỳ vọng sẽ trình làng album phòng thu đầu tiên của họ sau 7 năm, tức vào năm 2022.

## Phong cách âm nhạc
Stratovarius được miêu tả là một ban nhạc chơi thể loại power metal và là một trong những nhóm giàu ảnh hưởng nhất của dòng nhạc này, và cũng kết hợp thêm các thể loại khác như neoclassical metal, progressive metal and symphonic metal.

## Thành viên
| Thành viên hiện tại - Timo Kotipelto – Hát chính (1994–nay) - Jens Johansson – keyboard (1995–nay) - Lauri Porra – bass, hát bè (2005–nay) - Matias Kupiainen – guitar, hát bè (2008–nay) - Rolf Pilve – trống (2012–nay) | Cựu thành viên - Timo Tolkki – guitar (1985–2008), hát chính (1985–1994), hát bè (1994–2008) - Tuomo Lassila – trống (1985–1995) - Mika Ervaskari - keyboard (1985–1987, mất 2005) - Jyrki Lentonen – bass (1985–1990) - Antti Ikonen – keyboard (1988–1995) - Jari Behm – bass (1989–1993) - Jari Kainulainen – bass (1993–2005) - Jörg Michael - trống (1995–2012) Đội hình kỷ nguyên Black Water (1984–1985) - Tuomo Lassila – trống, hát chính - John Vihervä – bass - Staffan Stråhlman – guitar - Mika Ervaskari - keyboard Cựu nhạc công ghi nháp - Sami Kuoppamäki (phòng thu) – trống (1993-1994) - Anders Johansson (live) – trống (2004) - Alex Landenburg (live) – trống (2010) |

Stratovarius, current setting live at Metal Frenzy Festival, Gardelegen 2017
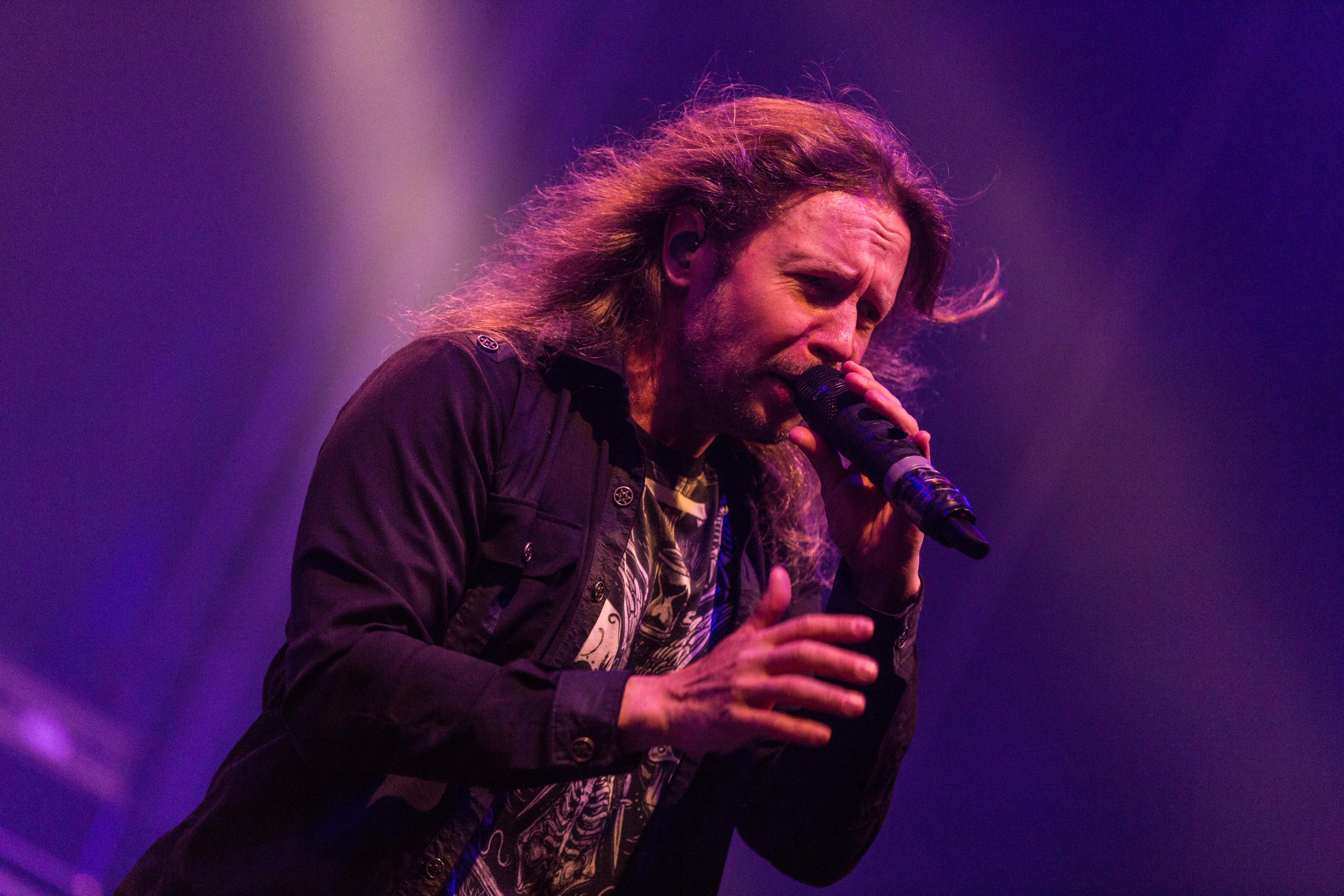
Timo Kotipelto
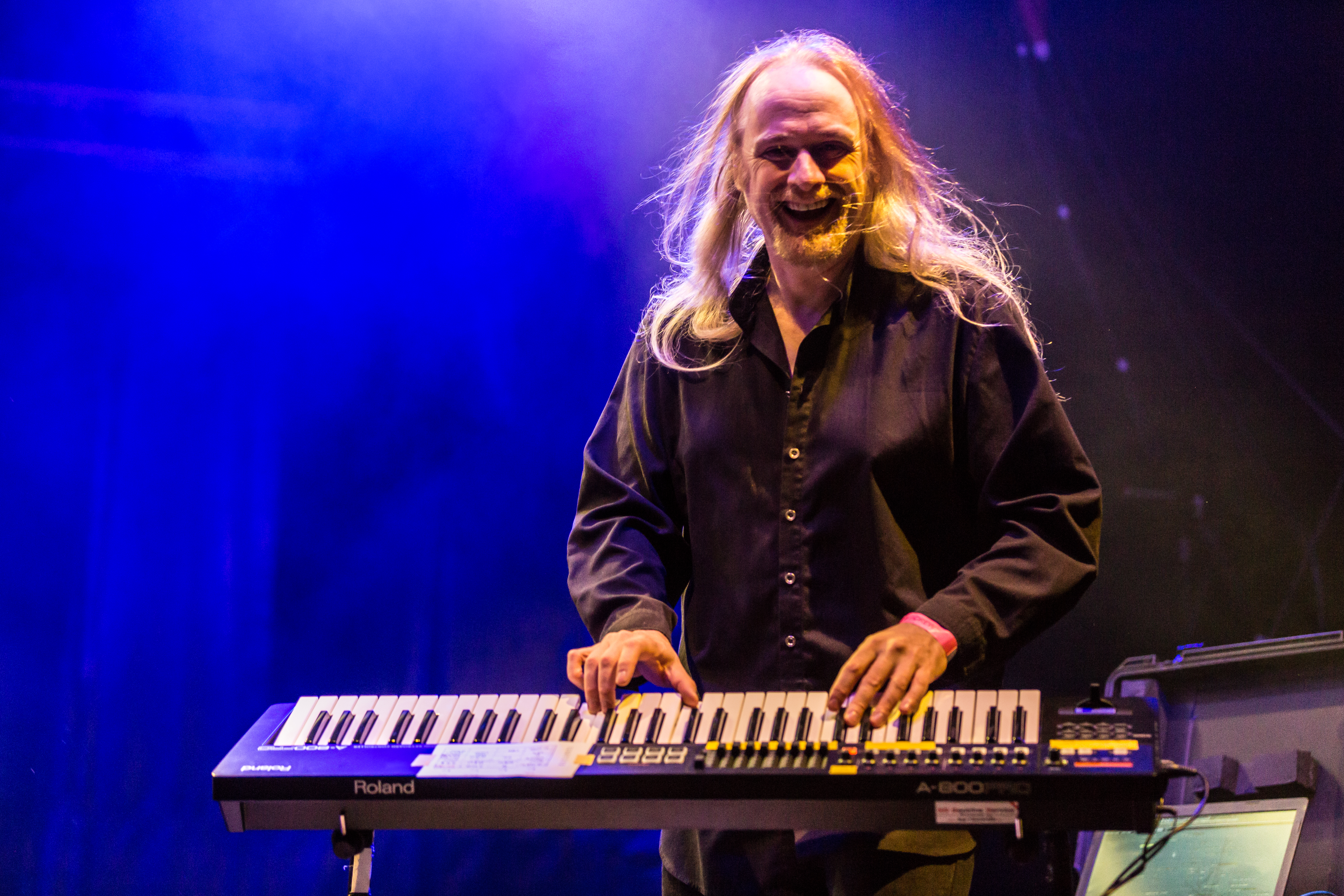
Jens Johansson
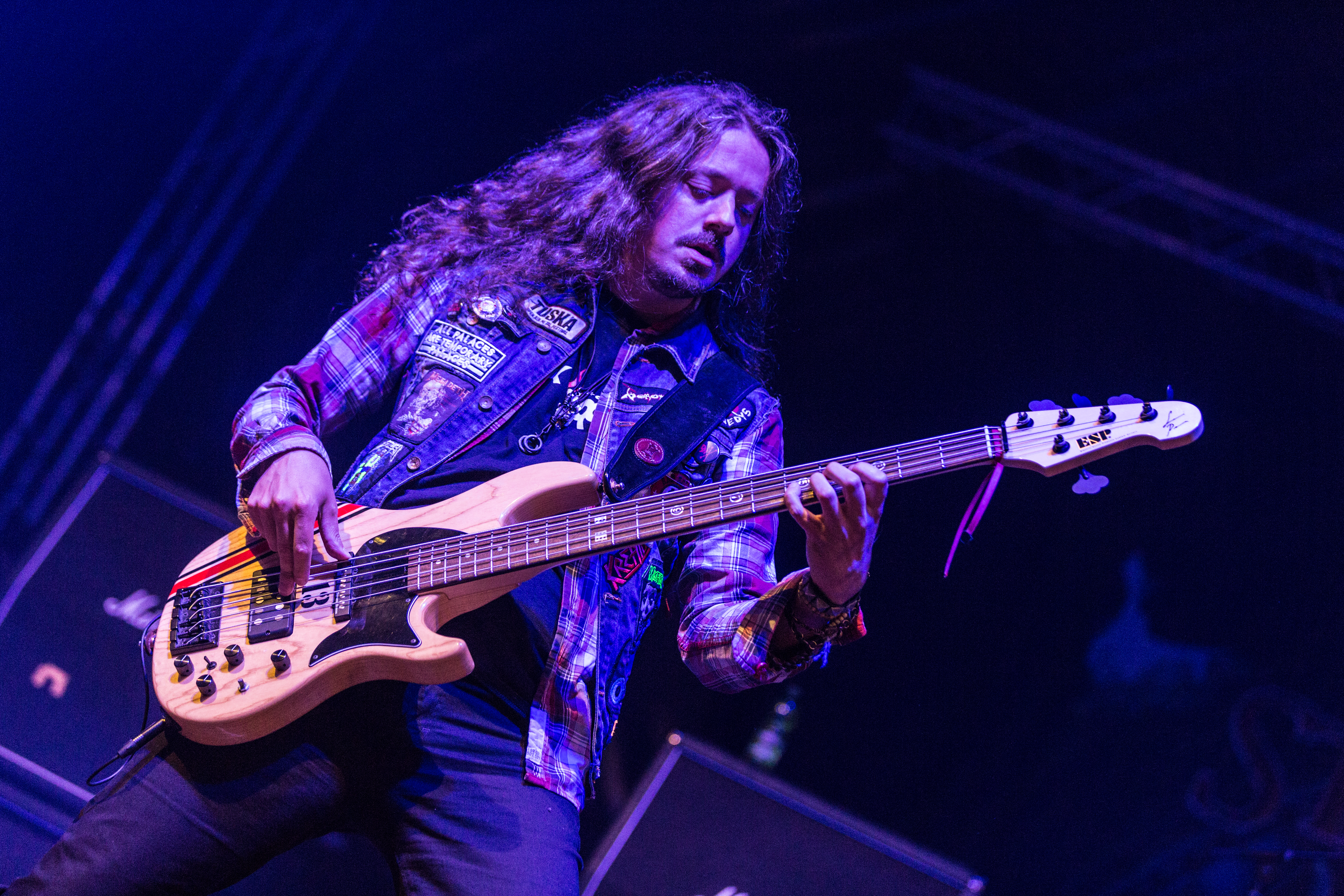
Lauri Porra
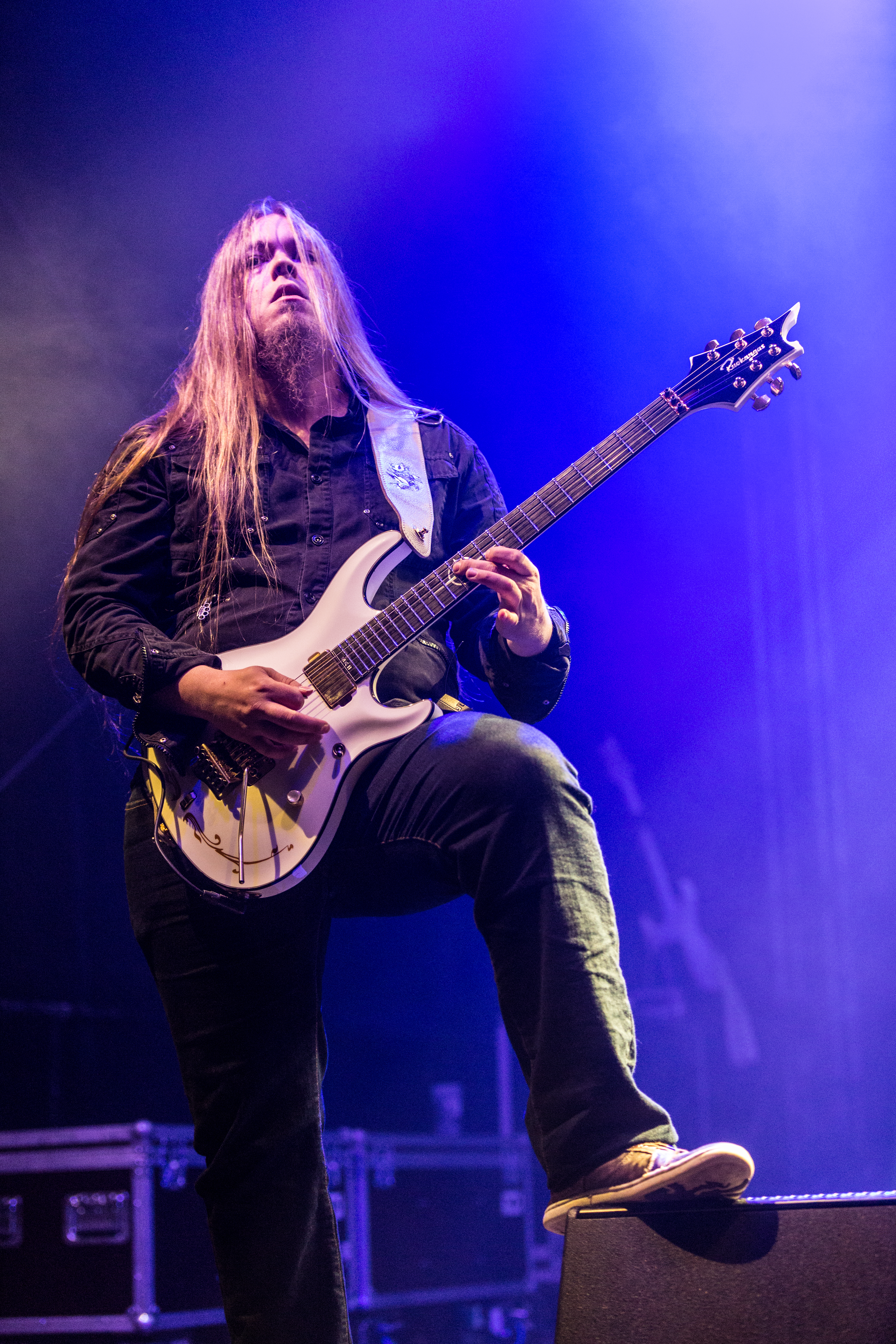
Matias Kupiainen
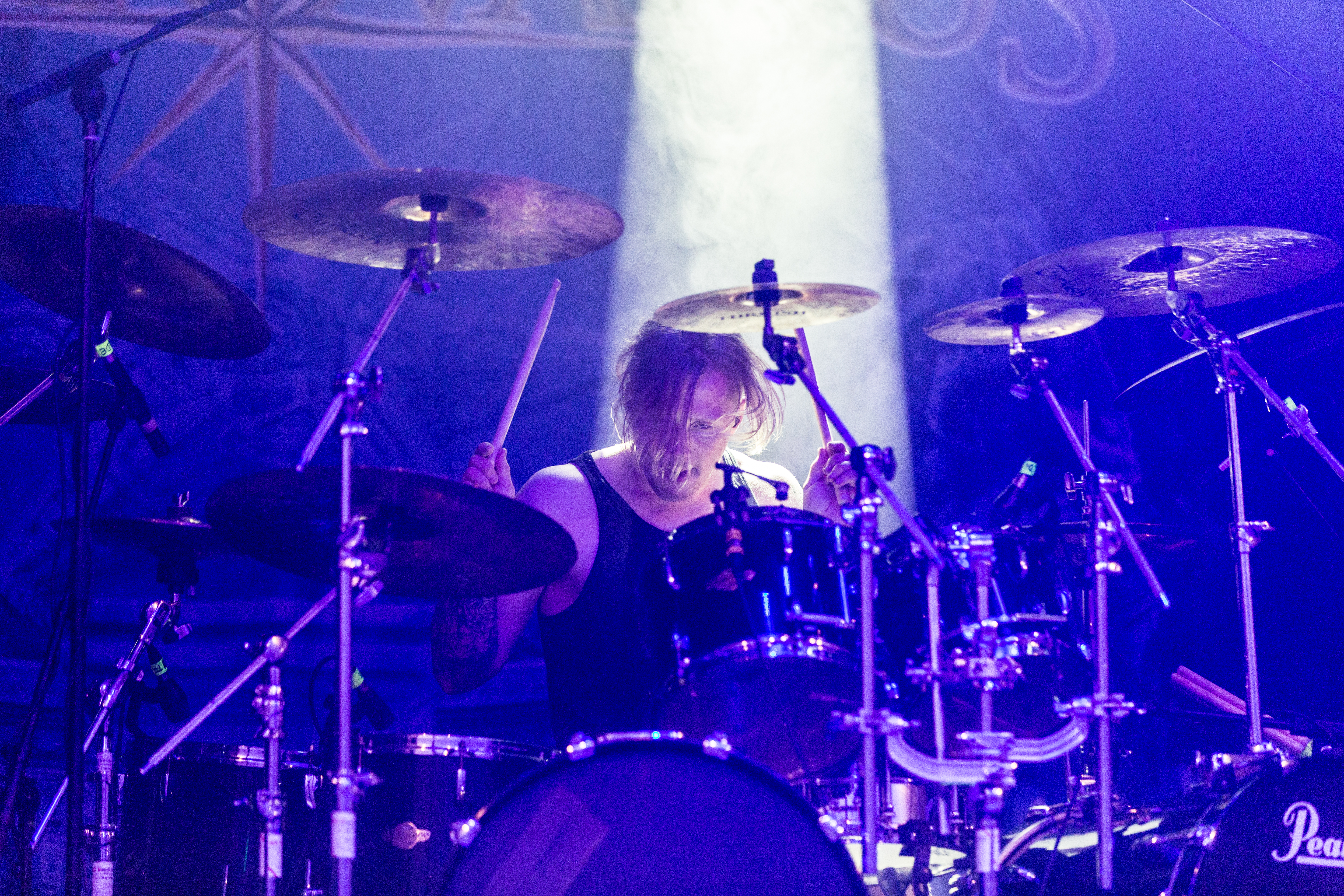
Rolf Pilve

## Danh sách đĩa nhạc
Album phòng thu
- Fright Night (1989)
- Twilight Time (1992)
- Dreamspace (1994)
- Fourth Dimension (1995)
- Episode (1996)
- Visions (1997)
- Destiny (1998)
- Infinite (2000)
- Elements Pt. 1 (2003)
- Elements Pt. 2 (2003)
- Stratovarius (2005)
- Polaris (2009)
- Elysium (2011)
- Nemesis (2013)
- Eternal (2015)